# 조지 데이비스 스넬
조지 데이비스 스넬(영어: George Davis Snell, 1903년 12월 19일 ~ 1996년 6월 6일)은 미국의 유전학자, 면역학자이다. 1980년에 면역 반응을 조절하는 세포 표면의 유전적 구조체를 발견한 공로로 바루 베나세라프, 장 도세와 함께 노벨 생리학·의학상을 수상했다.

## 수상 경력
- 1976년 : 가드너 국제상
- 1978년 : 울프 의학상
- 1980년 : 노벨 생리학·의학상